# Oost-Siberische bruine beer
De Oost-Siberische bruine beer (Ursus arctos collaris) is een ondersoort van de bruine beer. De beer leeft in de Altaj, het Stanovojgebergte, delen van de Russische taiga, het uiterste noorden van China, het oosten van Kazachstan en noord Mongolië. De beer is iets groter dan de bekendere Europese bruine beer en soms iets donkerder, af en toe neigend naar zwart.
Over de populatie van de beer is weinig bekend. Ruwe schattingen zijn er voor het Altaj gebergte en Mongolië, waar respectievelijk ongeveer 5000 en 16000 exemplaren rondlopen.
De Oost-Siberische bruine beer is in vergelijking met zijn soortgenoten een fanatiek jager. Hij vangt met gemak een rendier, eland of andere hoefachtige.
Europese bruine beer (U. a. arctos) · Kamtsjatkabeer (U. a. beringianus) · Oost-Siberische bruine beer (U. a. collaris) · U. a. dalli · Gobibeer (U. a. gobiensis) · U. a. gyas · Grizzlybeer (U. a. horribilis) · Isabelbeer (U. a. isabellinus) · Oessoeribeer (U. a. lasiotus) · Marsicaanse bruine beer (U. a. marsicanus) · Kodiakbeer (U. a. middendorffi) · Tibetaanse blauwe beer (U. a. pruinosus) · U. a. pyrenaicus · U. a. sitkensis · U. a. stikeenensis · Syrische bruine beer (U. a. syriacus)